# UTC+12:45

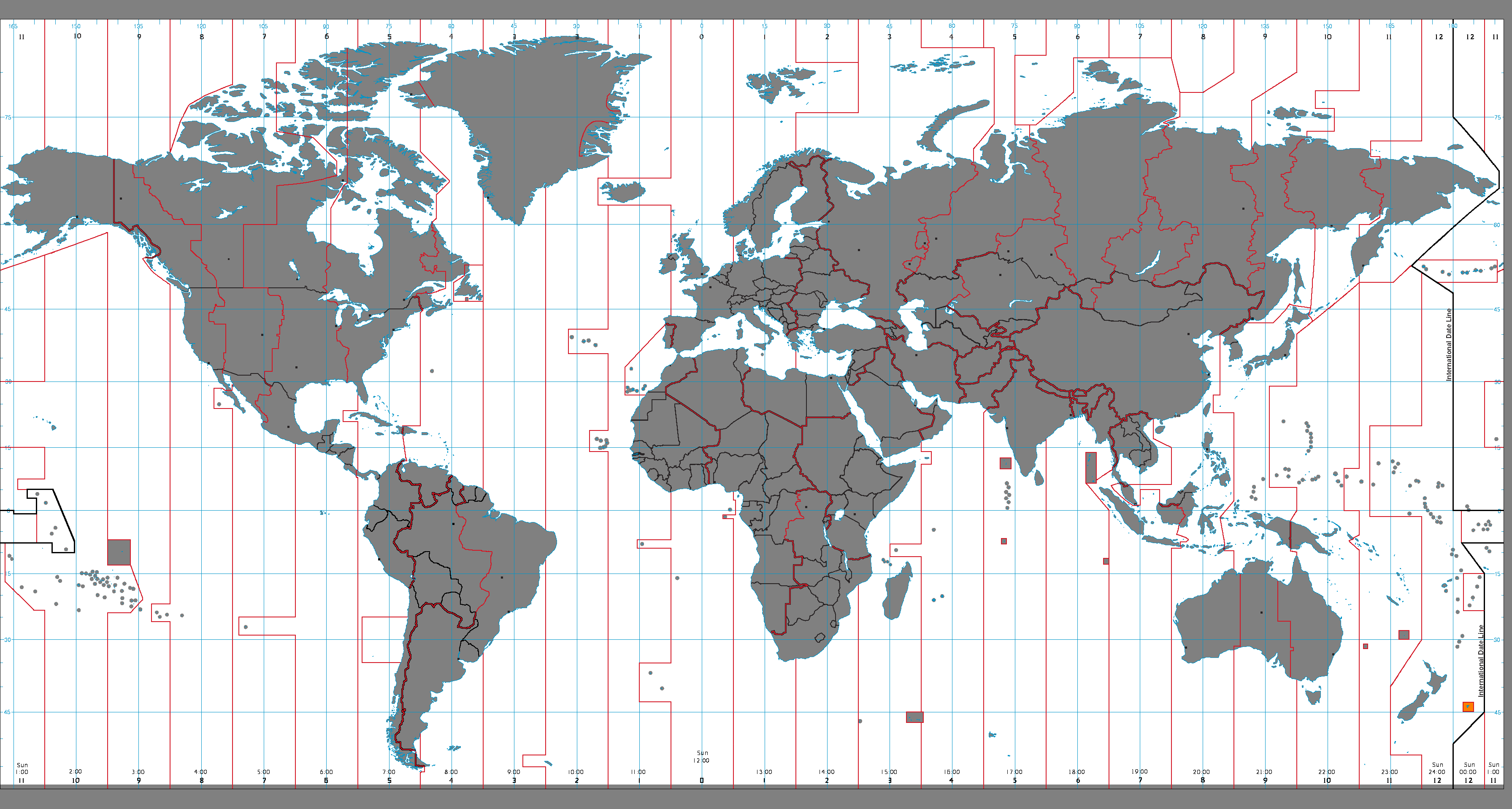
Az UTC+12:45 területei:

Az UTC+12:45 egy időeltolódás, amely 12 és háromnegyed órával van előrébb az egyezményes koordinált világidőtől (UTC).

## Alap időzónaként használó területek (a déli félteke telein)

### Óceánia
- Új-Zéland
  - Chatham-szigetek

## Időzóna ebben az időeltolódásban
| Időzóna neve angolul         | Időzóna neve magyarul      | Időzóna rövidítése |
| ---------------------------- | -------------------------- | ------------------ |
| Chatham Island Standard Time | Chatham-szigeteki téli idő | CHAST              |

## Fordítás
Ez a szócikk részben vagy egészben  az   UTC+12:45 című angol Wikipédia-szócikk fordításán alapul.  Az eredeti cikk szerkesztőit annak laptörténete sorolja fel. Ez a jelzés csupán a megfogalmazás eredetét és a szerzői jogokat jelzi, nem szolgál a cikkben szereplő információk forrásmegjelöléseként.

## Kapcsolódó szócikk
- UTC+13:45